# Plagodis passetii
Plagodis passetii är en fjärilsart som beskrevs av Thierry-mieg 1884. Plagodis passetii ingår i släktet Plagodis och familjen mätare. Inga underarter finns listade i Catalogue of Life.